# Marcipa achyropa
Marcipa achyropa là một loài bướm đêm trong họ Erebidae.